# Willa Edwarda Nacksa
Willa Edwarda Nacksa – neoklasycystyczna willa miejska, położona w Katowicach-Śródmieściu przy ulicy Warszawskiej 29, oddana do użytku w 1864 roku dla inżyniera Edwarda Nacksa.

## Historia
Willa wybudowana przed 1864 roku, prawdopodobnie według projektu Juliusa Haasego dla inżyniera Edwarda Nacksa – właściciela fabryki maszyn parowych i składu fabrycznego. W 1907 roku należała ona do firmy „E. Nack’s Nachfolger”, której właścicielem był L. Altmann. W 1916 budynek był własnością „Domu Zjednoczenia Przemysłu Cynkowego”. Obecnie obiekt pełni funkcje mieszkalno-usługowe.

## Architektura
Budynek murowany, podpiwniczony, dwukondygnacyjny z użytkowym poddaszem i płaskim dachem ukrytym za attyką.
Willa rozplanowana na planie prostokąta, z korytarzem pośrodku i klatką schodową w południowo-wschodnim narożniku. Pierwotnie wejście główne znajdowało się od strony wschodniej, pośrodku elewacji. Na wysokim parterze zaprojektowano jadalnię, salon, pokoje dla dzieci, tzw. pokój mieszkalny oraz kuchnię ze spiżarnią. Piętro zajmowały pomieszczenia prywatne (sypialnie).
Willa utrzymana jest w stylu neoklasycystycznym. Elewacja frontowa siedmioosiowa, symetryczna, z wyodrębnionym w części środkowej ryzalitem, przeszklonym w latach 90. XX w. Elewacja tylna, podobnie jak wnętrza i wejście do willi przebudowane współcześnie.
Pierwotnie do frontu willi przylegał przedogródek. Właściwy ogród założono od strony zachodniej, po 1907 roku wzniesiono w tym miejscu oficynę. Z tyłu willi znajdowało się podwórze z zabudowaniami gospodarczymi (wzniesionymi w 1864 roku, rozbudowanymi w 1918 roku). W jego zachodniej części zlokalizowano stajnię (rozbudowaną w 1880 roku), w południowo-wschodniej podłużny budynek warsztatu i magazyn.

## Galeria

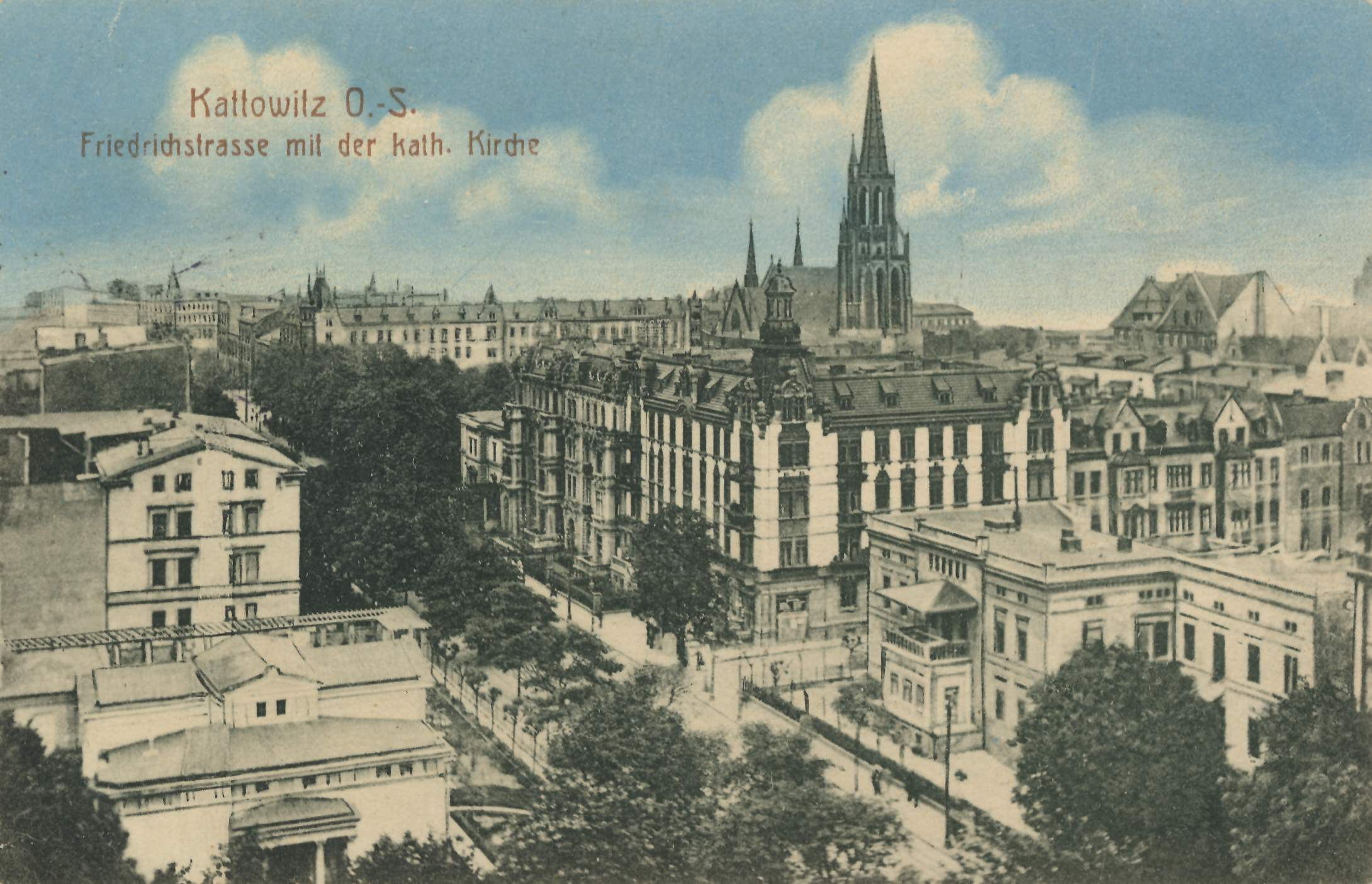
Widok na ul. Warszawską w 1913 roku; willa Nacksa z prawej strony
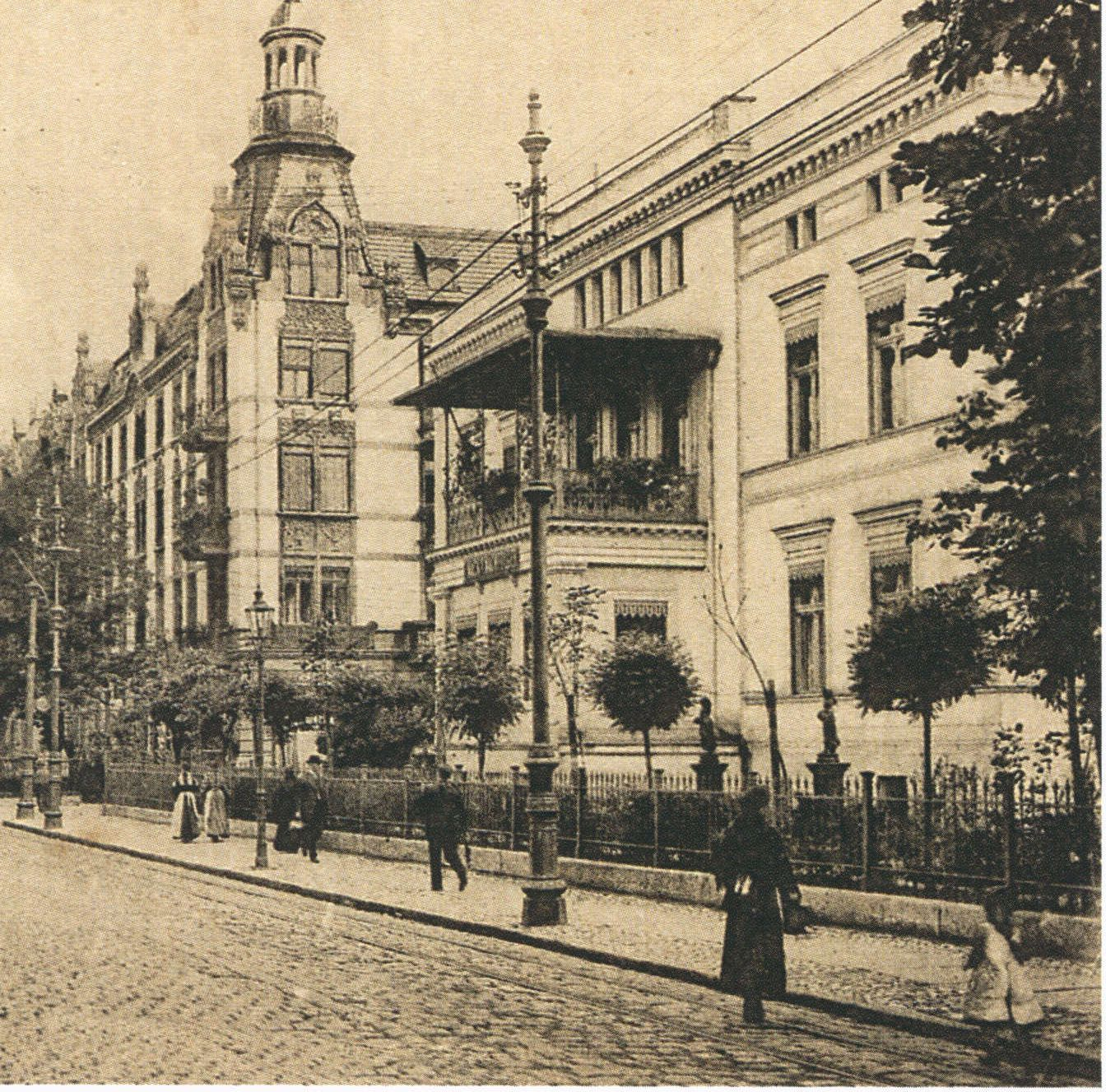
Widok z początku XX wieku
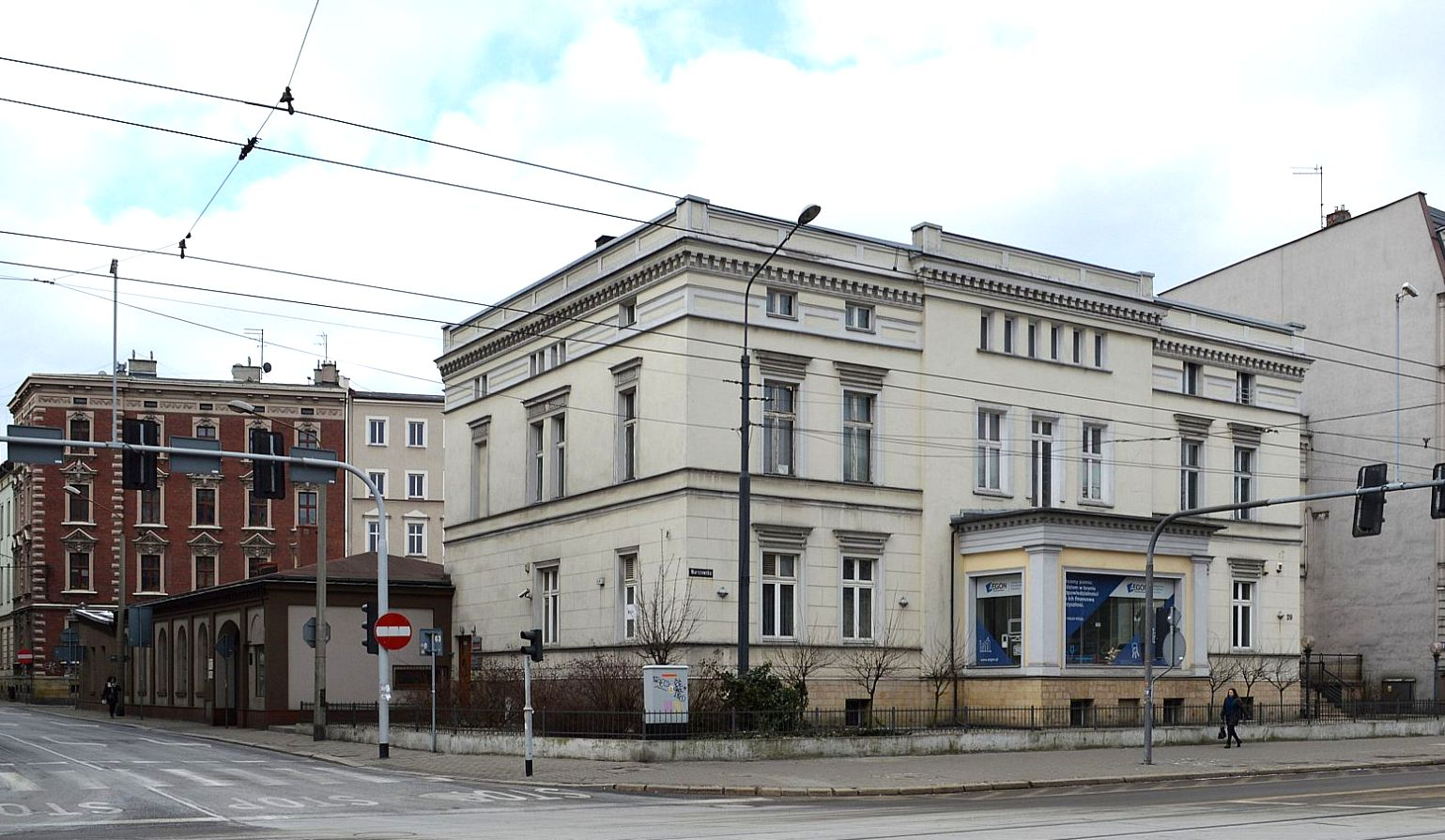
Elewacja północno-wschodnia; z lewej strony widoczne dawne zabudowania gospodarcze (2015)
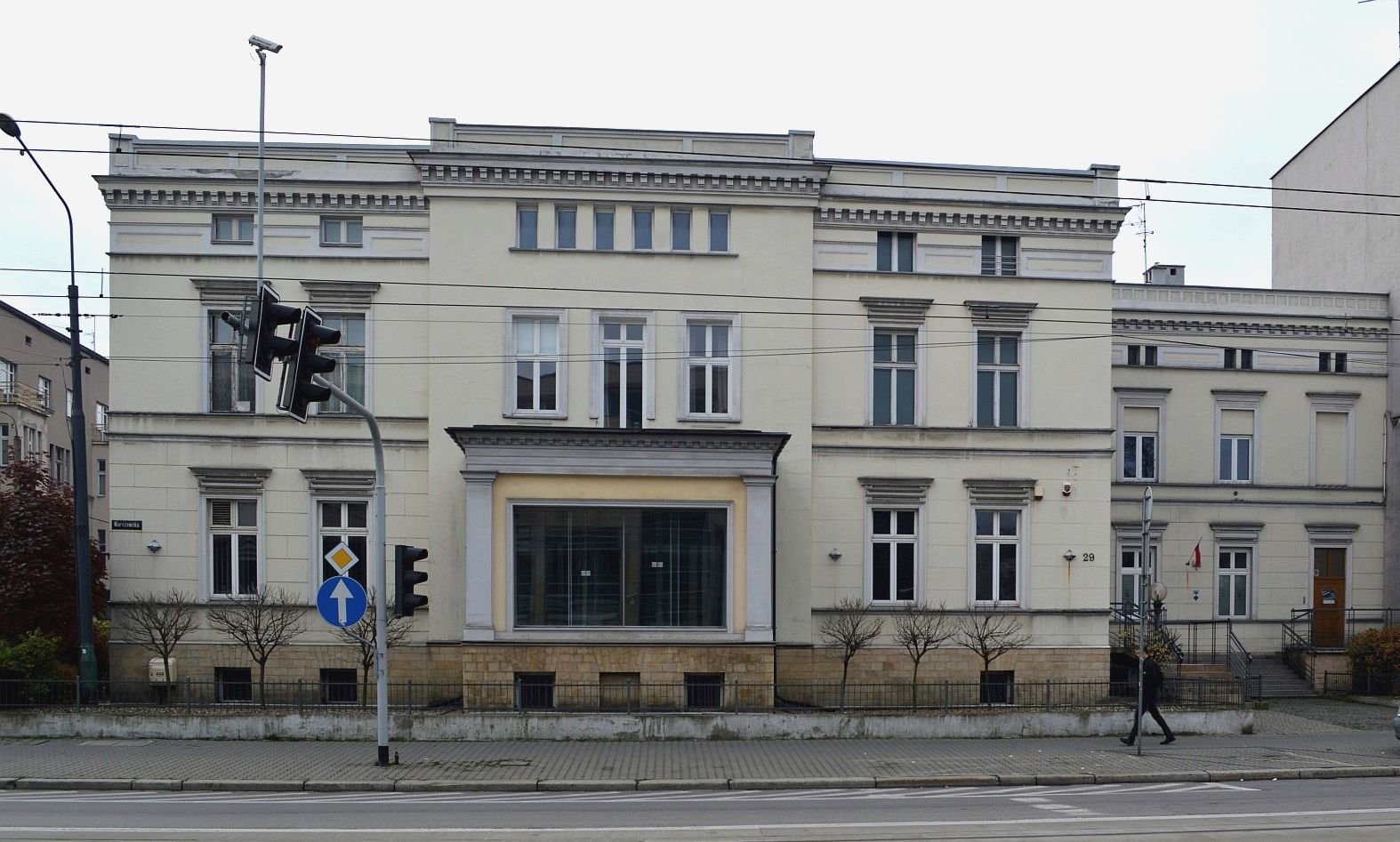
Elewacja frontowa; z prawej strony dawna oficyna, wzniesiona w miejscu ogrodu (2015)
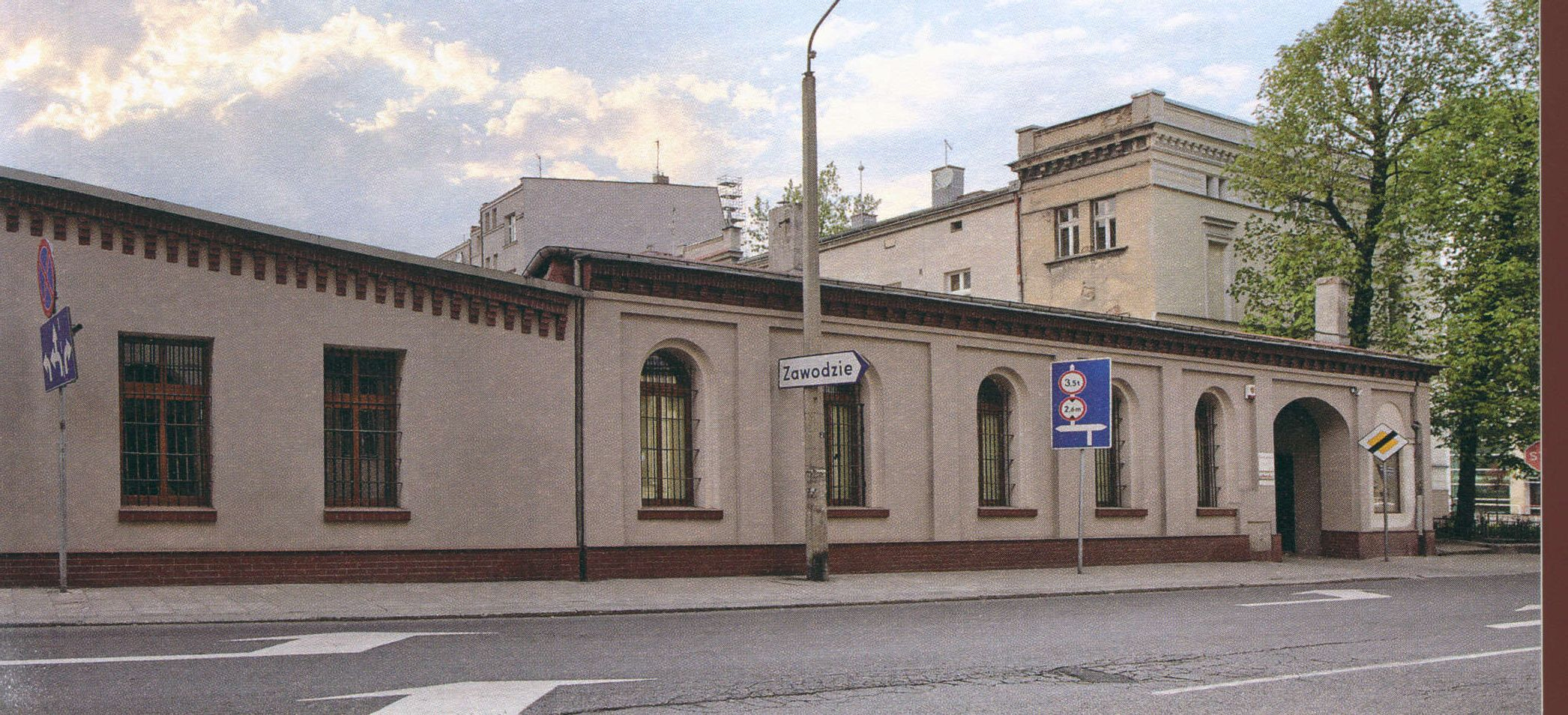
Budynek dawnego warsztatu (2015)